# 馬洛 (阿拉巴馬州)
馬洛（英語：Marlow）是一個位於美國阿拉巴馬州鮑德溫縣的非建制地區。該地的面積和人口皆未知。

## 地理
馬洛的座標為30°27′40″N 87°47′57″W / 30.461112°N 87.799167°W，而該地最高點為海拔高度13米（即43英尺）。